# Morris-Kliff
Das Morris-Kliff ist ein steiles, nach Osten ausgerichtetes Kliff im Ellsworthgebirge des westantarktischen Ellsworthlands. Es ragt zwischen den Marble Hills und den Independence Hills in der Heritage Range auf. Östlich des Kliffs liegen die Patriot Hills und das Horseshoe Valley.
Das Advisory Committee on Antarctic Names benannte es 1966 nach Lieutenant Harold M. Morris benannt, einem Piloten der United States Navy, der beim Absturz der Douglas LC-47 „Spirit of McMurdo“ auf dem Ross-Schelfeis auf dem Ross-Schelfeis am 2. Februar 1966 ums Leben gekommen war.